# Retrato de un joven (Federico Barocci, Estrasburgo)
Retrato de un joven es un cuadro del pintor italiano Federico Barocci, realizado aproximadamente hacia 1580-1585. Se trata de un retrato de tres cuartos de un joven noble no identificado, posiblemente perteneciente a la Casa de Della Rovere y a la corte de Pesaro, Italia. Es uno de los relativamente pocos retratos pintados por Barocci durante su carrera. La obra se encuentra ahora en el Museo de Bellas Artes de Estrasburgo, Francia. Su número de inventario es 1658.
El cuadro fue comprado en París en 1942 a Hans Wendland por la Generalverwaltung der oberrheinischen Museen (Administración general de los museos del Alto Rin). Entonces se pensó que era una obra de Giovanni Battista Moroni. Más tarde fue atribuida a Alonso Sánchez Coello (por el aspecto "español" del traje del joven), pero desde 1965 y el estudio hecho por Michel Laclotte, se reconoce como una obra de Federico Barocci. Retrato de un joven está considerado como uno de los retratos más destacados de la colección del museo de Estrasburgo.